# Partido Socialista de Vietnam
El Partido Socialista de Vietnam (en vietnamita: Đảng Xã hội Việt Nam) fue un partido político de Vietnam. Existió de 1946 a 1988. Fue fundado con la idea oficial de unir a la inteligencia patriótica. Junto con el Partido Democrático de Vietnam, los socialistas formaron parte del gobierno del entonces Vietnam del Norte (Hoàng Minh Giám fue Ministro del Exterior. Algunos líderes del partido fueron Nguyễn Xiển, vicesecretario de la organización de 1946 a 1956 y secretario del partido desde 1956 hasta que este fue disuelto en 1988, y Hoàng Minh Giám, vicesecretario (1956-1988).